# Bernd Rusinski
Bernd Rusinski (* 30. Januar 1954 in Frei-Laubersheim; † 2. Dezember 2004) war ein deutscher Schlagersänger und Komponist.

## Leben
Rusinski studierte am Konservatorium in Wiesbaden und startete seine Musikerkarriere als Komponist 1978 für Roland Kaiser. Als Sänger gab er 1980 sein Schallplattendebüt bei der RCA mit dem Titel „Mädchen-Fan“ ohne nennenswerten Erfolg. 1982 folgte eine weitere Platte beim Peter Orloff Label Aladin, bevor er nur unter seinem Vornamen 3 Singles bei Papagayo veröffentlichte (1984–1986). Ab 1988 sang er wieder unter seinem vollen Namen und erreichte mit dem Titel „Wir tanzten einen Sommer lang“ seinen größten Erfolg. Aber auch als Komponist und Produzent schrieb er unter anderem für folgende Künstler: Margit Anderson, Ulla Norden, Regina Thoss oder Jessica Mohn. Auch der französische Schauspieler und Sänger Pierre Brice interpretierte auf seiner CD Gefühle Rusinskis Lied Kinder sind wie Sonnenblumen.
1997 gründete er sein eigenes Plattenlabel Solitaire Records und sang seitdem unter dem Namen Bernd Rusinsky.
2004 starb Bernd Rusinski an Leukämie.

## Diskografie

### Alben
| - 1990: Gefühle sterben nie (Titan) | - 2003: Dolce Vita & Herzgefühl (DA/Sonia) |

### Singles
| - 1980: Mädchen Fan (RCA) - 1982: Warum drehst du dich um (Aladin) - 1984: Dann kamst Du (Papagayo) - 1985: Leben heißt oft einsam sein (Papagayo) - 1986: Gefühle sterben nie (Papagayo) - 1988: Wir tanzten einen Sommer lang (Titan) - 1989: Wo auch im Winter die Rosen noch blüh’n (Titan) - 1989: Zwischen diesen Zeilen (Titan) - 1990: Avignon (Titan) - 1991: Ich steh kurz davor (Titan) - 1991: Sieben Tage bis zur Ewigkeit (Titan) - 1992: Lory (Titan) - 1993: Du bist ein Teil von mir (Sunflower) - 1994: Die Augen einer Frau (Titan) | - 1994: Unter fremden Sternen (Titan) - 1994: Mach mir wieder Mut (Titan) - 1996: Dein Zug wartet nicht (Titan) - 1996: Immer wieder (Titan) - 1997: Wegen dir (Solitaire) - 1998: Ich will dich total (Solitaire) - 1999: Ich würde Kopf und Kragen riskieren (Solitaire) - 1999: Dolce Vita & Herzgefühl (Solitaire) - 2000: Die Liebe ist stärker (Solitaire) - 2001: Teufel im Seidenkleid (Solitaire) - 2002: Wir tanzten einen Sommer lang (Remix) (Solitaire) - 2002: Per Datenbahn zum Weihnachtsmann (Solitaire) - 2003: Ich hab den Himmel riskiert (Solitäre) |